# Pneumatoraptor
Pneumatoraptor is een geslacht van theropode dinosauriërs, behorend tot de groep van de Maniraptora, dat tijdens het late Krijt leefde in het gebied van het huidige Hongarije.

## Vondst en naamgeving
Tussen 2001 en 2008 werden bij Iharkút in de Bakony opgravingen verricht. Daarbij werden voornamelijk tanden gevonden maar ook wat botten.
De typesoort Pneumatoraptor fodori is in 2010 benoemd en beschreven door Attila Ösi, Sebastián Apesteguía en Michał Kowalewski. De geslachtsnaam verwijst naar het gepneumatiseerde karakter van het fossiel waarvan het bot met luchtholten is doortrokken en verbindt dit met het Latijnse raptor, "rover", een gebruikelijk element in de namen van basale maniraptoren. De soortaanduiding eert wijlen Géza Fodor die de opgraving financierde.
Het fossiel, holotype MTM V.2008.38.1. is gevonden in de Csehbányaformatie, lagen uit het Santonien, ongeveer 85 miljoen jaar oud. Het bestaat uit een stuk van de schoudergordel, een enkel linkerscapulocoracoïde, een samengroeiing van het schouderblad en het ravenbeksbeen. Het betreft een volwassen dier. Het fossiel maakt deel uit van de collectie van het Magyar Természettudományi Múzeum.

## Beschrijving
Het scapulocoracoïde is met een bewaarde lengte van zes à zeven centimeter erg klein en wijst op een dier van maar een halve meter lengte. De beschrijvers gaven de lengte aan als een derde die van Velociraptor en driekwart die van Sinornithosaurus.
De beschrijvers gaven één onderscheidend kenmerk aan. Onder het normale foramen coracoideum bevindt zich aan de binnenzijde een diep en rond foramen pneumaticum met een diameter van twee millimeter waarvan het kanaal gericht is op de bult voor de aanhechting van de musculus triceps brachii en welke doorboring vermoed wordt in verbinding te staan met het holle binnenste van het schouderblad.
Het geheel heeft het voor theropoden afwijkende kenmerk dat het schouderblad erg lang en dun is en onderaan cirkelvormig in doorsnede. Bovenaan is het verbreed en afgeplat, maar een halve millimeter dik. Uniek is de aanwezigheid van een pneumatisch foramen in de binnenkant van het ravenbeksbeen, een gat waarlangs de luchtzakken het bot konden binnendringen, een zeer vogelachtig kenmerk. Dit betreft vermoedelijk de luchtzak van het vorkbeen. Het schoudergewricht is zadelvormig. De processus acromialis is langgerekt. Het ravenbeksbeen is onderaan uitzonderlijk sterk naar binnen gebogen tot een hoek van 70°. De bult, het tuberculum coracoideum, ligt vooraan op het buigvlak en heeft de vorm van een afgeronde knop in plaats van een hoge verheffing. Het foramen coracoideum is maar klein en vrijwel van voor naar achter gericht.

## Fylogenie
Wegens de L-vormige structuur van de scapulocoracoïde, die verder alleen bij de Paraves bekend is, hebben de beschrijvers de soort bij deze klade ingedeeld. Een meer nauwkeurige bepaling achtten ze voorbarig, hoewel de morfologie van het been het meest op die van de Dromaeosauridae lijkt. Het zou dus echter ook om een vogel kunnen gaan, hoewel de beschrijvers ervan uitgingen dat dit niet het geval was. Ander klein materiaal dat wel typisch is voor theropoden, is ook in de formatie aangetroffen en kan misschien aan de soort worden toegewezen. Het betreft tanden, klauwen, staartwervels, een derde middenhandsbeen, vingerkootjes en een gedeeltelijk scheenbeen.

## Levenswijze
Pneumatoraptor leefde op een eiland en deelde dat met andere veel grotere roofsauriërs waarvan de resten in de formatie zijn aangetroffen, zoals een nog onbepaalde basale tetanuur en een abelisauride.